# Piercing (Film)
Piercing ist ein amerikanischer Horrorfilm-Thriller, den ein Teil der Kritiker auch als Horrorkomödie einstuft, aus dem Jahr 2018 von Nicolas Pesce. Er basiert auf der gleichnamigen Buchvorlage von Ryū Murakami.
Der sarkastische Film noir mit Christopher Abbott als von Mordfantasien gequältem Möchtegernkiller und Mia Wasikowska als SM-Callgirl in den Hauptrollen hatte seine Premiere am 20. Januar 2018 auf dem Sundance Film Festival.

## Handlung
Selbst wenn Reed, mit einem Bar-Eispickel in der Hand, seine wenige Monate alte Tochter betrachtet, wird er sein Verlangen, einen Menschen zu töten, nicht los. Um sich von seinem Drang zu befreien, beschließt er, ihn auszuleben, indem er eine ihm unbekannte Prostituierte in einem Hotelzimmer mit einem Eispickel umbringt. Von seiner nichts ahnenden Frau Mona und dem gemeinsamen Töchterchen verabschiedet er sich offiziell auf eine Geschäftsreise nach New York City.
In seinem Hotelzimmer plant er das Vorgespräch mit einem auf SM spezialisierten Callgirl. Er möchte sie zunächst fesseln, um sie dann mit Chloroform zu betäuben und danach ohne viel Gegenwehr erstechen zu können. Pedantisch spielt er alles alleine durch und stoppt dabei die Zeit, die er für das Putzen und das Beseitigen der Leiche benötigen würde. Als Jackie eintrifft, wird jedoch schnell klar, dass auch sie eine gequälte Seele ist, die sich – noch bevor er seine Pläne in die Tat umsetzen kann – im Badezimmer so heftig selbst verletzt, dass das ungleiche Paar zunächst die Notaufnahme des nächstgelegenen Krankenhauses aufsucht.
Reed fragt sich, während er auf ihre Rückkehr wartet, ob sie seine Mordabsicht möglicherweise durchschaut hat. Dennoch begleitet er Jackie in ihre Wohnung, wobei er sein Gepäck – einschließlich Eispickel und Chloroform – mitnimmt. Dabei ist er zu sehr auf die Durchführung seines Planes fixiert, um zu bemerken, dass er selbst zum Opfer werden könnte. Zunächst nähern die beiden sich scheinbar auf ihrem Bett an, wobei er jedoch der Ansicht ist, sie wolle von ihm getötet werden und wisse, was er vorhat, was allerdings nicht der Fall ist. Sie glaubt, er wolle lediglich außergewöhnlichen Sex mit Extras – dennoch fragt sie, ob sie nicht vorher etwas essen sollten.
Nach dem Abendessen, bei dem Reed desinteressiert wirkt, bekommt er heftige Wahrnehmungsstörungen. Jackie gibt zu, dass sie ihm eine Droge in die Suppe gemischt hat. Reed kann sich nicht mehr auf den Beinen halten und sinkt zu Boden. Als er im Rausch den Namen seiner Frau flüstert, erzürnt dies Jackie und sie versetzt ihm einen brutalen Schlag mit einem Flaschenöffner. Es kommt zum Handgemenge, wobei es Reed, der stark benebelt und mitunter verlangsamt agiert, gelingt die Oberhand zu gewinnen. Jackie hat die Gefahr noch immer nicht erkannt und erlaubt ihm, sie zu fesseln. Als Reed jedoch den Eispickel aus der Tasche holt, beginnt sie verzweifelt, ihm klarzumachen, dass dies definitiv nicht ihren Wünschen entspricht. Überrascht und enttäuscht, sie so missverstanden zu haben verliert Reed, der bereits zum Schlag ansetzen wollte, endgültig das Bewusstsein. Jackie befreit sich selbst und durchsucht Reeds Gepäck. Sie findet sein Notizbuch und liest sich seine detaillreich beschriebenen sadistischen Mordpläne durch, in denen er beschreibt, wie er eine auf SM spezialisierte Prostituierte töten möchte.
Als Reed am nächsten Morgen erwacht, liegt er gefesselt und geknebelt auf dem Sofa. Jackie sitzt vor dem Spiegel und pierct sich ihre Brustwarze, „zur Erinnerung“, wie sie ihm lächelnd erklärt. Dann setzt sie sich auf Reed und fährt mit dem Eispickel über seinen Körper, ohne ihn jedoch zu verletzen. Reed zeigt deutlich seine Angst und Jackie zögert und befreit ihn von seinem Knebel, um ihm die Möglichkeit zu geben etwas zu sagen. Am Schluss fragt Reed, genau wie Jackie am Abend zuvor, ob sie nicht zuerst etwas essen könnten.

## Hintergrund
Die Handlung des Kammerspiels im Arthouse-Stil basiert auf dem gleichnamigen Roman des Japaners Ryū Murakami. Obgleich die Handlung von Tokio nach New York City verlegt wurde, wirken sowohl die eisigen Bilder als auch die Charaktere faszinierend japanisch.
Für den Soundtrack greifen Zé Luis und Eumir Deodato, der für das Arrangement zuständig war, unter anderem die Filmmusik von alten, italienischen Horror-Klassikern von Dario Argento auf, wie Profondo Rosso (1975) und Tenebrae (1982).

## Rezeption
Auf der Bewertungsplattform Rotten Tomatoes sind 72 Prozent der 100 Reviews von Filmkritikern positiv. Bei den über 250 Zuschauerbewertungen waren dagegen nur 41 positiv.
Falk Straub von Kinozeit schreibt, dass Nicolas Pesce „schon in seinem Kinodebüt The Eyes of My Mother ein Auge für schöne Bilder“ gehabt habe. Die „abermals abseitige Geschichte“ male er „leuchtend auf die Leinwand“. Dabei vermittele Pesce „vieles indirekt“, baue „das Entsetzen wie in seinem Debüt ganz gemächlich auf“, bevor sich „die Brutalität“ entlade. Davor entstehe „der Horror zwischen den Bildern oder nur auf der Tonspur“. „Wirklich wundervoll“ sei etwa jene Szene, in der Reed seine Tat vor Jackies Ankunft noch einmal durchspiele. Der wahre Horror laufe derweil in unseren Köpfen ab. Die TV Spielfilm beschreibt den Film als „echt bizarr“ und als Mischung von „American Psycho [und] Pretty Woman“.
Der Independent bezeichnet den Film als glatte, stylische Horrorkomödie, als eine gut ausbalancierte Adaption des Kultromans von Ryū Murakami, die abstoßend und komisch den Grand-Guignol-Stil aufgreife. Die Hauptpersonen, die abwechselnd Oberhand gewinnen, sind beide seelisch beschädigte Außenseitertypen, wobei Mia Wasikowska als Callgirl Jackie wie eine lustigere Version von ihrer Rolle in David Cronenbergs Film Maps to the Stars (2014) wirke. In der Gesamtbewertung erhielt er dort vier von fünf Sternen.

## Synchronisation
Die deutsche Synchronfassung entstand bei Audioprojects in Barcelona, unter der Regie von Ava Geralis und nach einem Dialogbuch von Hans Richter.
| Schauspieler       | Rollenname | Synchronsprecher |
| ------------------ | ---------- | ---------------- |
| Christopher Abbott | Reed       | David Pfeuffer   |
| Mia Wasikowska     | Jackie     | Stella Kohen     |
| Laia Costa         | Mona       | Veronika Plainer |
| Maria Dizzia       | Chevonne   | Ava Geralis      |